# 박은실
박은실(朴恩實, 1986년 12월 5일(금요일)~현재)은 대한민국의 YTN 여자 앵커다. 언니는 MBC 기상캐스터 출신 방송인 배우 박은지, 동생은 패션디자이너 박은홍이다.

## 학력
- 중앙대학교 독어독문학과 신문방송학과

## 연기 활동

### 영화
- 2014년 《오늘의 연애》 ... YTN 캐스터 역

## 경력
- 2008년 미스 인터콘티넨탈 출신